# František Josef I.
František Josef I. (18. srpna 1830 zámek Schönbrunn, Vídeň – 21. listopadu 1916 tamtéž) z rodu Habsbursko-lotrinského byl v letech 1848–1916 císař rakouský, král český (nekorunovaný) a uherský (korunovace 1867), král lombardský a benátský, dalmatský, chorvatský, slavonský atd. Vládl téměř (bez 10 dnů) 68 let, což ho řadí mezi nejdéle vládnoucí panovníky světové historie.
Svou matkou arcivévodkyní Žofií byl během dospívání veden ke zbožnosti a přesvědčení o nedotknutelnosti panovnické moci. Na trůn nastoupil jako osmnáctiletý, po abdikaci svého strýce Ferdinanda Dobrotivého 2. prosince 1848 v Olomouci, a po porážce revoluce vládl zpočátku absolutisticky (resp. neoabsolutisticky). Roku 1854 se oženil se svou sestřenicí Alžbětou Bavorskou. Poté, co roku 1859 prohrál válku s Italy, přecházel postupně ke konstituční formě vlády. Neúspěchem skončila i Františkova válka s Pruskem z roku 1866, po níž následovalo vyrovnání s Uherskem a další vlna liberalizace. Kabinety, které císař jmenoval v sedmdesátých až devadesátých letech 19. století, prováděly reformy např. školství a volebního zákona a snažily se udržet pod kontrolou národnostní spory v monarchii. S přibývajícími roky se František Josef ve své říši stal všeobecně uctívanou osobností a ke konci života až jakousi legendární postavou, která svou prací a vůbec existencí udržovala mnohonárodnostní říši pohromadě. Rakouská expanze na Balkán ale vyústila roku 1914 v první světovou válku, jejíhož konce se starý císař již nedožil. Zemřel roku 1916 v Schönbrunnu, Rakousko-Uhersko ho přežilo o pouhé dva roky.
V osobním životě František příliš šťastný nebyl a prožil řadu tragédií. Jeho prvorozená dcera zemřela jako dítě na tyfoidní onemocnění, s manželkou Alžbětou Bavorskou, známou pod jménem Sisi, se postupně odcizili (a roku 1898 byla zavražděna), jeho jediný syn a následník Rudolf spáchal roku 1889 se svou milenkou sebevraždu, bratra Maxmiliána zastřelili republikáni v Mexiku.
Pro jeho povahu byla typická velká píle, se kterou plnil své panovnické povinnosti, a konzervativní smýšlení.

## Dětství a dospívání

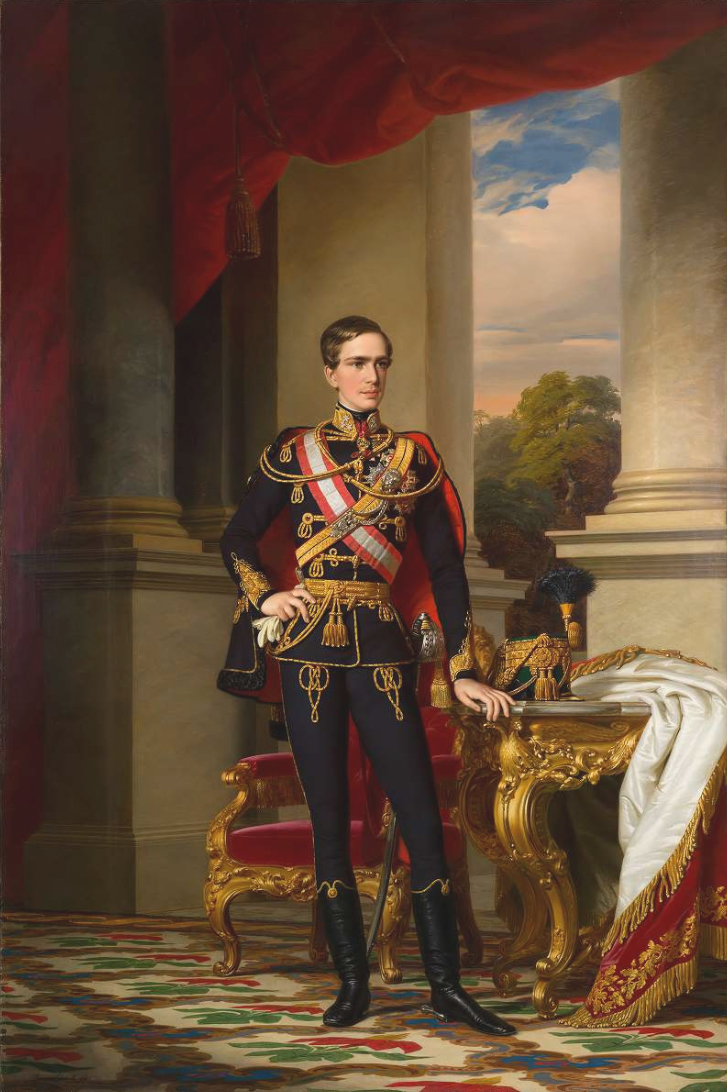
Miklós Barabás, portrét mladého císaře Františka Josefa I., 1853, olej na plátně, Maďarské národní muzeum, Budapešť

František Josef Karel (Franz Joseph Karl von Habsburg) se narodil 18. srpna 1830 v 9.45 ve Vídni jako syn arcivévody Františka Karla (mladšího syna císaře Františka I.) a jeho ženy Žofie, bavorské princezny. Bylo mu přezdíváno Salzprinz („solný princ“), protože jeho matka před početím podstoupila léčbu v Bad Ischlu. Jak bylo v té době zvykem, porodu přihlížela velká část císařského dvora, dokonce se při něm podávalo občerstvení.
Vzhledem k předpokládané neplodnosti tehdejšího korunního prince (od roku 1835 císaře) Ferdinanda se pokládalo za pravděpodobné, že jeho synovec František Josef jednou usedne na trůn, a tomu odpovídala i jeho důkladná výchova. Od roku 1836 byl jeho vychovatelem bývalý diplomat francouzského původu hrabě Heinrich Bombelles. Na vzdělání a výchovu dohlížela zejména matka, která v mnoha ohledech formovala i jeho politické názory. František byl vychováván v přesvědčení o silné panovnické moci a utvrzován v myšlence, že císař se zodpovídá pouze Bohu. Kromě běžných předmětů studoval i vojenství a učil se najednou několik cizích jazyků, mimo jiné i češtinu. K vojenským záležitostem a armádě měl již od dětství velmi kladný vztah. Velký důraz se kladl na výuku teologie, kterou měl na starosti pozdější vídeňský arcibiskup Rauscher. František tak byl vychováván ke zbožnosti a respektu k římsko-katolické církvi. Státní záležitosti ho od jeho sedmnácti let vyučoval sám státní kancléř, kníže Metternich.

## Vláda a říšská politika

### První léta vlády

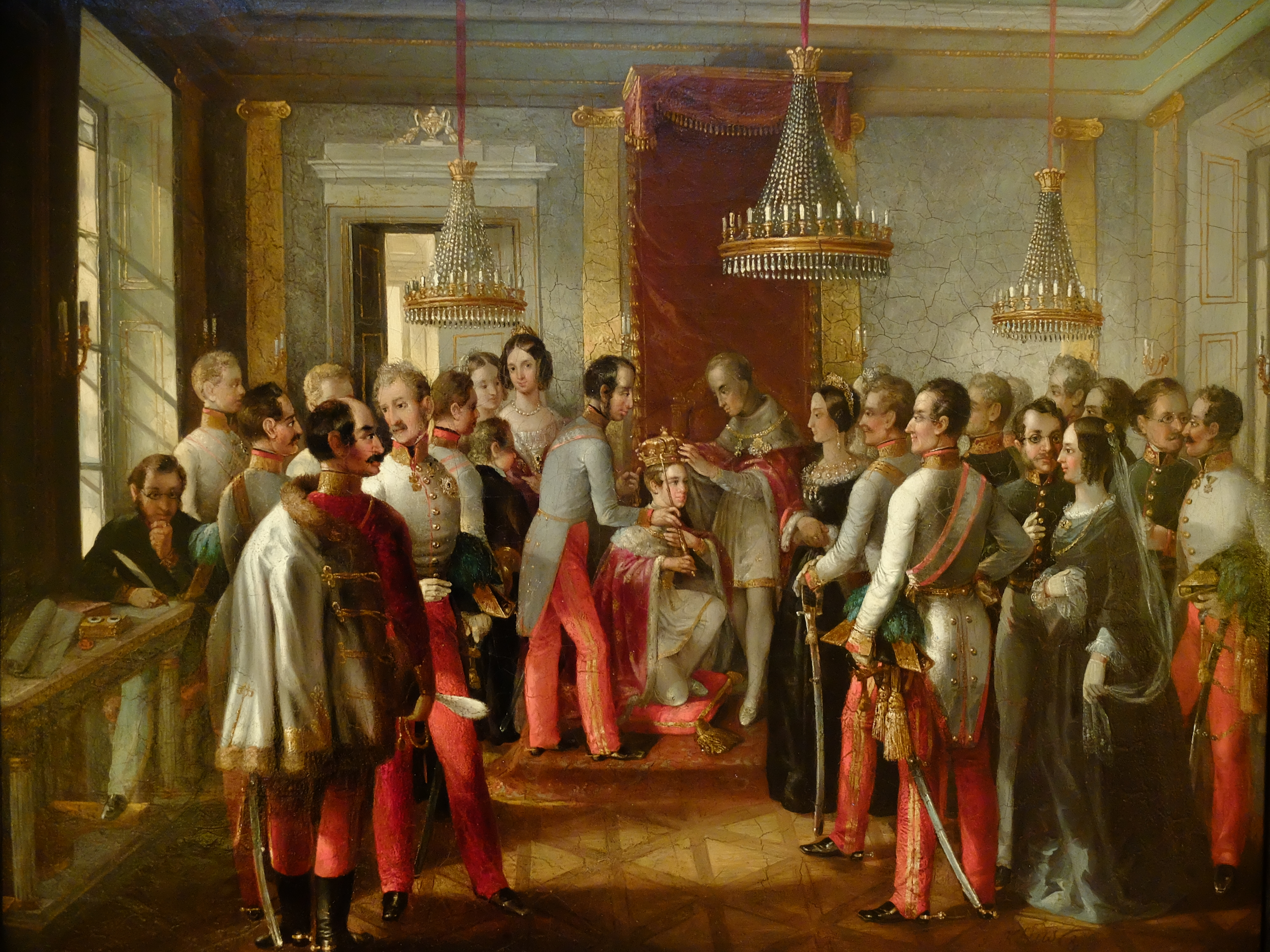
Korunovace Františka Josefa v olomouckém Arcibiskupském paláci 2. prosince 1848

Císařem se stal již ve svých osmnácti letech, když v souvislosti s říjnovou vídeňskou revolucí roku 1848 na nátlak okolí abdikoval císař Ferdinand I. a jeho bratr (otec Františka Josefa) se následnictví vzdal. Na rakouský trůn nastoupil v Olomouci 2. prosince 1848 jako reprezentant nepříliš populární politické reakce, která ovládla politickou scénu země po revoluci v roce 1848, a od počátku spatřoval svou hlavní úlohu v zamezení další revoluce. V pozadí jeho nástupu stála v podstatě dvorská kamarila, ve které měli nejvlivnější pozici vojáci a další konzervativní síly, např. církev.

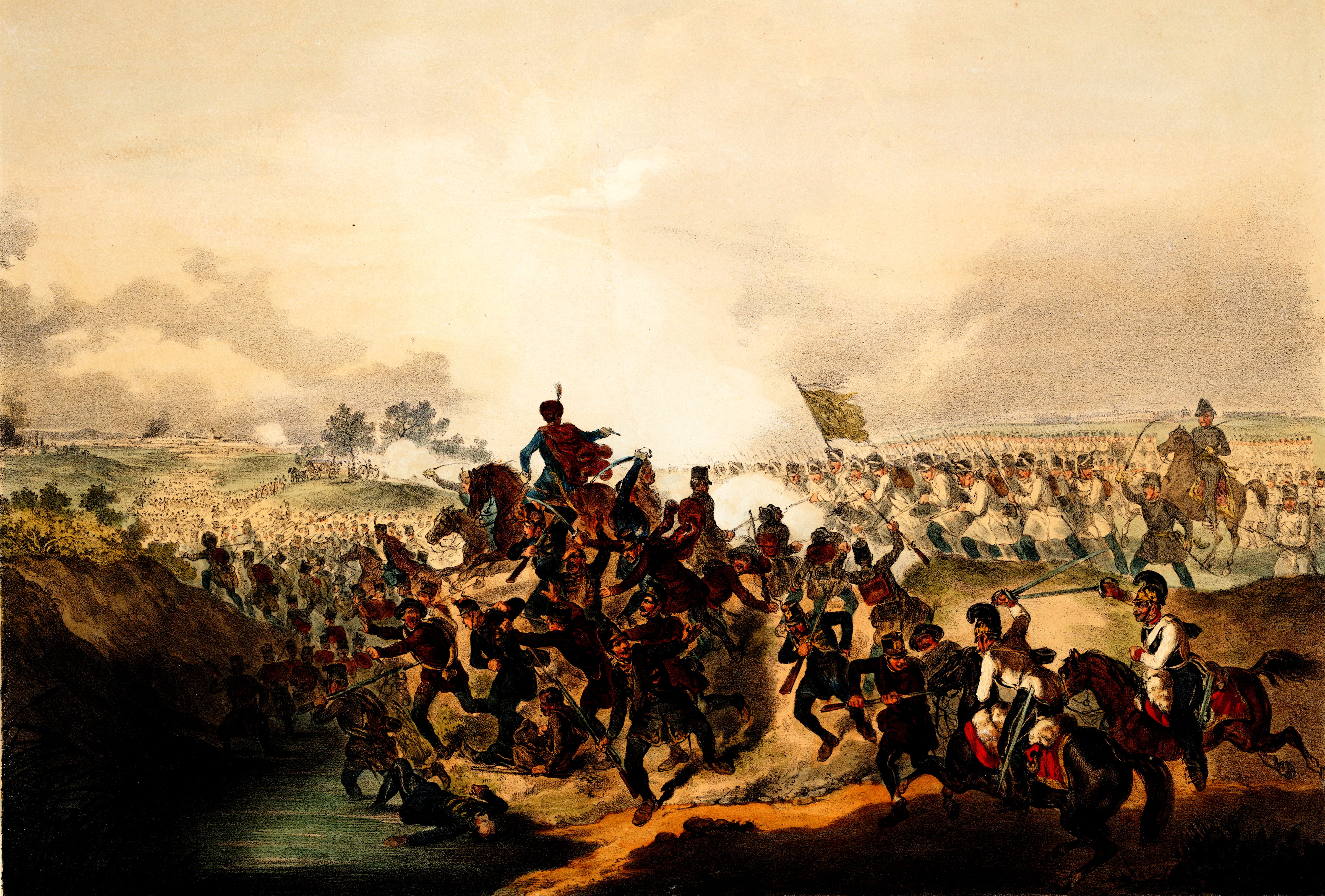
Rakušané vítězí nad maďarskými povstalci u Temešváru v srpnu 1849

Při volbě jeho jména se v tomto kontextu mělo jednat o určitý kompromis. Jméno František (podle císařova děda Františka I.) mělo symbolizovat konzervativní hodnoty, zatímco jméno Josef mělo odkazovat na částečné přijetí reformní politiky císaře Josefa II.
Prvních několik let Františkovy vlády měl na jeho rozhodnutí velký vliv ministerský předseda, kníže Felix Schwarzenberg. Po jeho smrti roku 1852 už řídil císař říši sám. K jeho popularitě nepřispěla krvavá porážka revoluce v Uhrách v roce 1849 v bitvě u Világoše. Ovlivněn touto událostí se pak roku 1853 Františka Josefa I. pokusil zabít maďarský nacionalista János Libényi. Díky přítomnosti císařova pobočníka Maxmiliena O'Donnella se to však nepodařilo. Libényi byl nakonec odsouzen k trestu smrti a popraven.
Mladý císař se stal spíše symbolem reakční formy vlády v Rakousku nazývané Bachův neoabsolutismus (podle rakouského ministra vnitra Alexandra von Bacha). Tento režim se v podstatě snažil o posílení integrace Rakouska a jeho další centralizaci, a to také ve vztahu k Uhrám. Ideologicky se stavěl nepřátelsky k demokratizačním snahám a požadavkům stále významnější rakouské buržoazie o demokratické zastoupení.
Vláda, v níž Bach zasedal, byla ovšem také spojena s řadou reforem, které měly za cíl zmodernizovat habsburskou monarchii. Byla provedena celková liberalizace hospodářské sféry, např. se přestala platit vnitřní cla. Došlo také ke zrušení cechovních omezení, což umožnilo rozvoj průmyslu. Tato změna vedla k zakládání tzv. živnostenských komor, které fungovaly na moderních principech. Rozvoj průmyslu však vyžadoval další změny, a tak se ukázalo jako nezbytné změnit finanční politiku a zlepšit dostupnost úvěrů pro podnikatele, což vyvolalo vznik banky Creditanstalt.
Jedním z dokladů císařových totalitárních tendencí bylo jeho nařízení deportovat na 3,5 roku předního českého žurnalistu Karla Havlíčka Borovského do jihotyrolského Brixenu. Stalo se tak v prosinci roku 1851 bez jakéhokoli soudního řízení.
Během let 1849–1861 byly v Rakousku vyhlášeny dvě oktrojované ústavy – roku 1849 „březnová“ nebo také Stadionova (jejím spoluautorem byl hrabě Stadion) a v roce 1861 „únorová“ (také Schmerlingova), základy státní správy byly postaveny na tzv. Silvestrovských patentech (1851). V souvislosti s vydáním ústavy z roku 1849 nechal císař rozpustit říšský sněm v Kroměříži, který pracoval na přípravě vlastní ústavy.

### Krymská válka a porážka vItálii

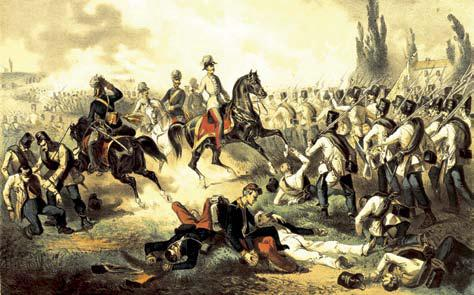
František Josef I. v bitvě u Solferina

Do zahraniční politiky monarchie se mladý František Josef I. výrazněji zapsal ve druhé polovině 50. let 19. století v souvislosti s Krymskou válkou a následně s válkou s Piemontem v roce 1859. V obou případech se jednalo o neúspěch. V případě Krymské války se František Josef I. rozhodl nepodpořit svého spojence cara Mikuláše I. Rakousko se zde postavilo proti Rusku, sice prakticky nedošlo k vojenské akci, ale politika Rakouska vedla k vyvolání nepřátelství s ruskou říší. To způsobilo, že se Rakousko dostalo do těžké pozice, prakticky se ocitlo v mezinárodní izolaci a do budoucna ztratilo ruskou důvěru.
Této situace využilo Sardinské království, které se postavilo proti Rakouské vládě v severní Itálii. Roku 1859 byla rakouská armáda poražena u Magenty a Solferina, čímž Rakousko ztratilo Lombardii. Císař v bitvě u Solferina, ve které rakouskou armádu porazila francouzsko-sardinská vojska pod velením Napoleona III. a Viktora Emanuela II., osobně velel. Tato porážka znamenala rozhodující krok ke sjednocení Itálie. Důsledkem ztráty Lombardie, i vzhledem ke špatné situaci v oblasti státních financí, pak bylo odvolání Bacha a postupné vytváření konstituční monarchie v Rakousku.

### 1860–1867

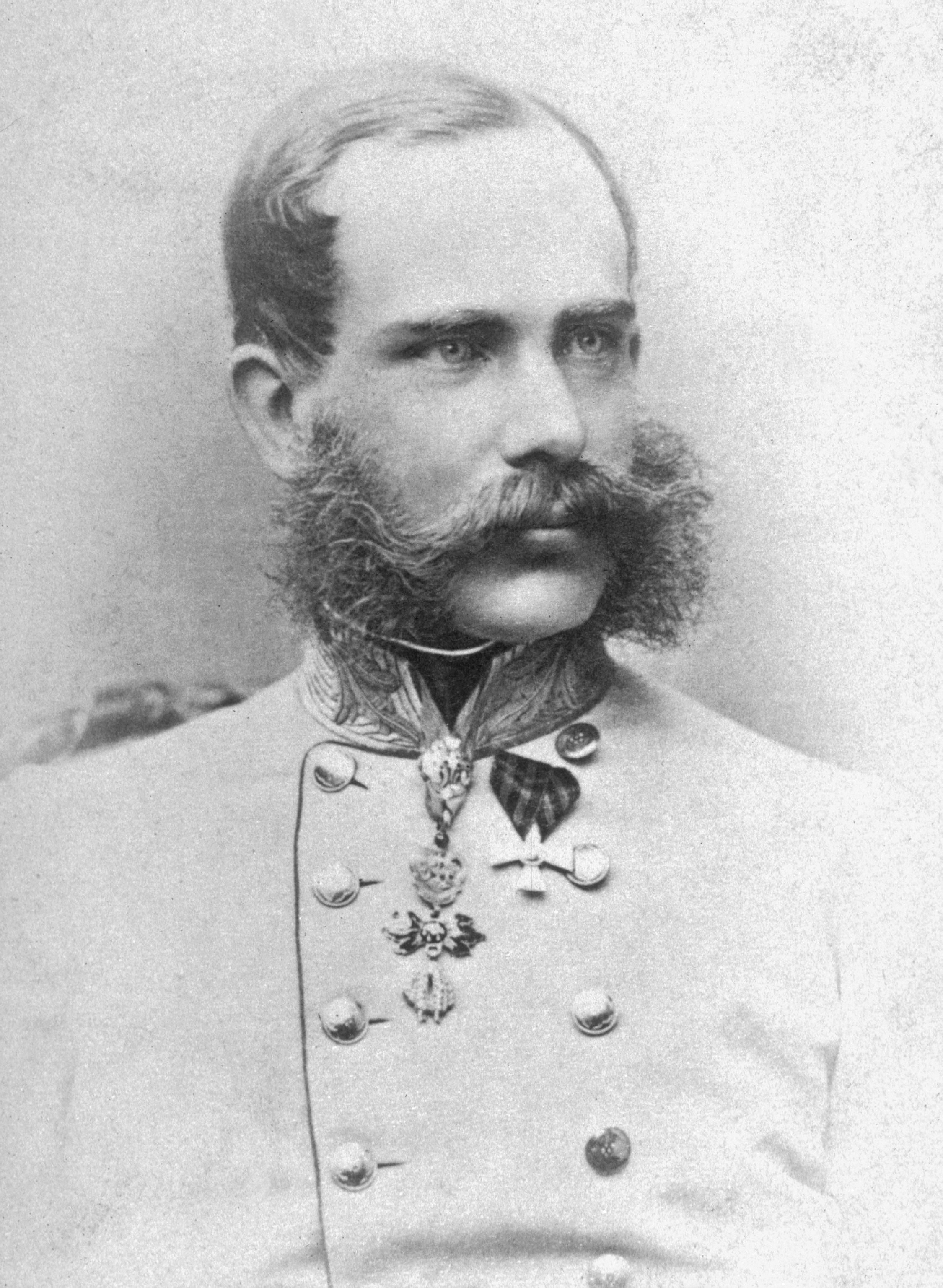
František Josef I., 1865

V roce 1860 František Josef I. tzv. Říjnovým diplomem otevřel cestu k reformě Rakouska v konstituční monarchii a postupně se přizpůsoboval nové roli konstitučního panovníka, která sice neodpovídala jeho osobní víře, ale kterou přijal. Po roce 1860 se stal spíše mužem kompromisu než zastáncem tvrdé linie politické reakce. Za touto změnou stála zřejmě snaha o zachování celistvosti monarchie. Po prohrané válce s Pruskem v roce 1866 a konečné ztrátě severoitalských držav (Benátska a Lombardska) přistoupil císař k vyrovnání s Uherskem a nechal se v roce 1867 korunovat uherským králem. Svůj opakovaný slib, že se nechá korunovat českým králem, nikdy nesplnil. Na druhou stranu se ale nikdy nenechal korunovat ani rakouským císařem.
Prosincová ústava z roku 1867 stanovila poměrně jasné pravomoci císaře a krále, který se tehdy díky rakousko-uherskému vyrovnání stal ústředním představitelem a symbolem jednoty dvojstátí. Nicméně jako konstituční panovník byl František Josef I. stále panovníkem „z Boží vůle“ a měl celou řadu pravomocí v oblasti zahraniční politiky a armády, které byly jeho kritiky označovány za absolutistické. Konstituční období vlády Františka Josefa I. bylo také dobou vzestupu jeho popularity.

### Vznik Rakouska-Uherska a národnostní politika
V říši se začínala výrazněji otevírat národnostní problematika, což vedlo císaře k vydání tzv. říjnového diplomu (20. října 1860), v němž přislíbil řešení této problematiky novou ústavou. Ústava byla vydána v únoru 1861, ale nesplnila očekávání do ní vkládaná a následovala nespokojenost prakticky všech národností vyjma Němců.
Na nejsilnější odpor narazila nová ústava v Uhersku, které požadovalo návrat ústavy z roku 1848. Nakonec Maďaři prosadili dualistickou koncepci státu (často bývá užíván termín Rakousko-Uhersko), který měl dle ústavy z prosince 1867 společnou osobu panovníka, zahraniční politiku, armádu a finance (tzv. Rakousko-uherské vyrovnání). V dalších otázkách existovala značná suverenita těchto dvou národů. Každých deset let docházelo ke stanovení poměru financování společných výdajů, což vedlo k poměrně ostrým sporům.
Národnostní nerovnost byla realitou Rakouska-Uherska. Ačkoliv v monarchii byla většina Slovanů, daleko lepší postavení všude měla německá minorita. České politické špičky se pokoušely prosadit trialistickou koncepci monarchie, narazily ale na protest Němců i Maďarů.

### 1867–1908

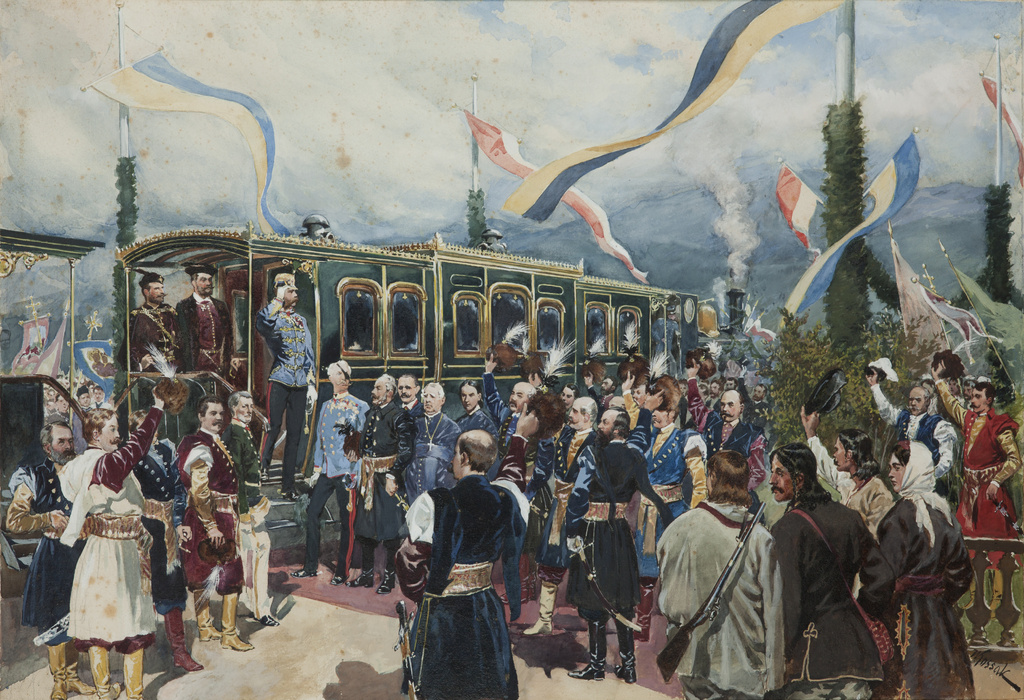
Návštěva Františka Josefa v Haliči roku 1880

Jestliže nastoupil v roce 1848 jako symbol nepopulární reakce a v roce 1853 na něj byl dokonce spáchán atentát, od 70. let 19. století se stárnoucí František Josef I. stával populárním a respektovaným monarchou. Císařova popularita jistě souvisela s císařovým stylem vystupování a jeho novou politickou linií kompromisu a opatrného zasahování do politického života monarchie.
Jedním z výrazných projevů císařovy politické vůle po roce 1867 byla kauza kolem potvrzení Karla Luegera do funkce vídeňského starosty. Císař a král František Josef I. nechal celkem třikrát opakovat volby, než v roce 1897 Luegera, jehož antisemitské a populistické názory se císařovi zřejmě protivily, potvrdil.

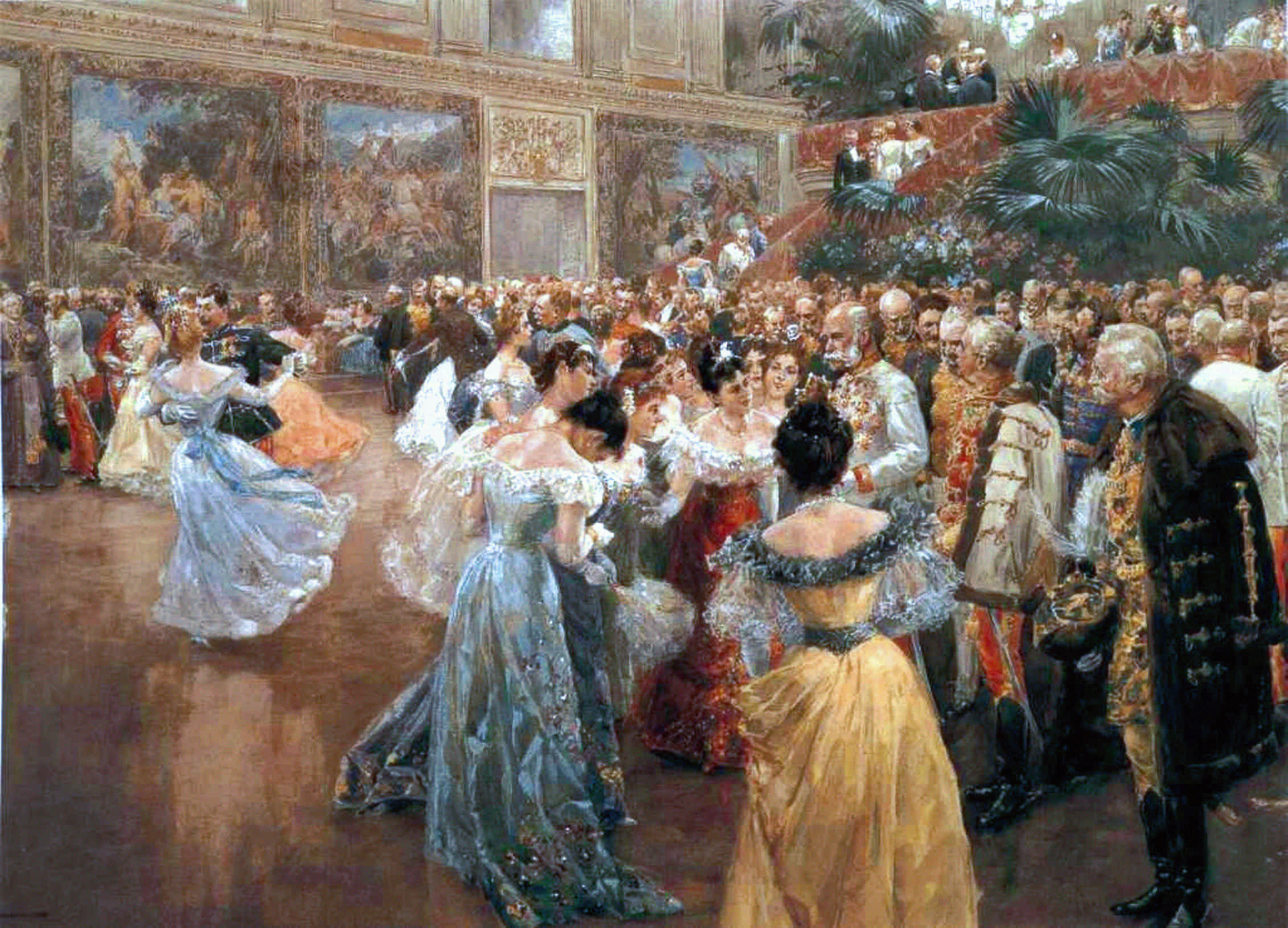
František Josef na plese ve Vídni během oslav příchodu nového století roku 1900

Kabinety, které císař jmenoval v sedmdesátých až devadesátých letech 19. století, prováděly reformy např. školství a volebního zákona a snažily se udržet pod kontrolou národnostní spory v monarchii. Volební reforma z roku 1882, kterou realizovala vláda Eduarda Taaffeho, zvýšila počet oprávněných voličů o stovky tisíc osob. Na počátku 90. let 19. století disponovalo volebním právem v Předlitavsku 15 % mužského obyvatelstva.
Na přelomu 19. a 20. století se František Josef stával jakousi legendou, která stmeluje mnohonárodnostní charakter říše. V národnostní otázce trval na zvýhodněném postavení pro Maďary a odmítal federalizaci monarchie, kterou navrhoval jeho synovec a následník František Ferdinand d'Este. Při řešení jiného problému se ale dokázal době přizpůsobit a tak v roce 1907 pomohl v zemi prosadit zavedení všeobecného volebního práva pro muže v Předlitavsku.

#### Zahraniční politika od 60. let 19. století

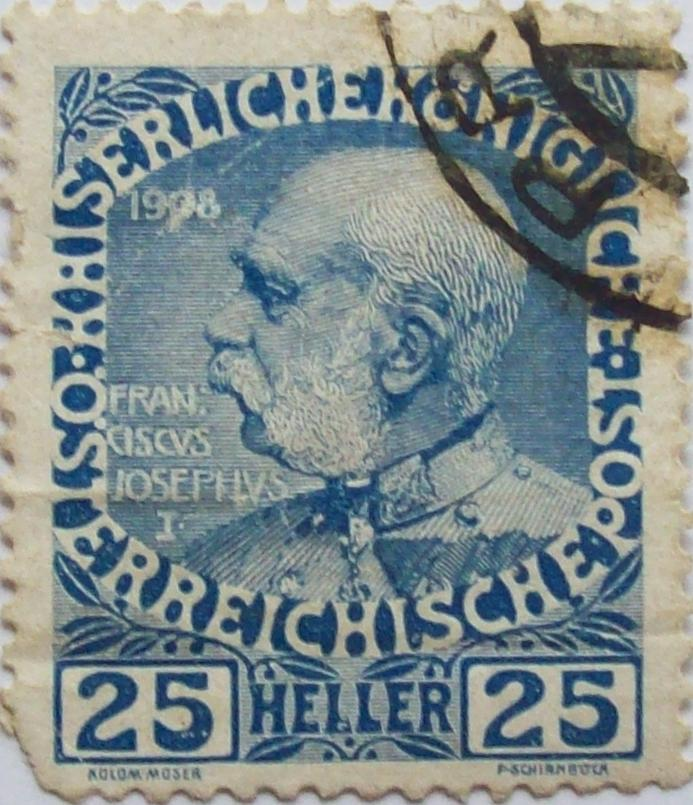
Poštovní známka z roku 1908 s portrétem Františka Josefa I.

V šedesátých letech se zhoršilo rakouské postavení v Německém spolku, kde postupně vzrůstala moc Pruska. Roku 1864 se sice spojilo Prusko i Rakousko v tzv. dánské válce, ale již roku 1866 došlo k tzv. německé válce, ve které bylo po počátečních úspěších v Itálii Rakousko poraženo v bitvě u Hradce Králové, tím bylo prakticky donuceno vzdát se svého postavení v Německu a orientovat se pouze na Balkán, což však nutně muselo vést k problémům s Ruskem. Po tomto neúspěchu se snažilo Rakousko svoji politiku orientovat směrem k Francii a Itálii. Když roku 1871 Francie prohrála válku s Pruskem, rezignovalo Rakousko na snahu získat v Německu zpět svůj vliv a svojí další politikou uznalo pruskou dominanci v německých zemích.
V roce 1876 císař na svém zámku v Zákupech jednal s ruským carem Alexandrem II. za přítomnosti velvyslanců obou zemí o situaci v Evropě. Žádné prohlášení z této schůzky nebylo vydáno, došlo pouze k tajné dohodě, ve které si obě země rozdělily sféry svého vlivu na Balkáně.
Roku 1879 uzavřelo Rakousko-Uhersko s nově sjednoceným Německým císařstvím obranný pakt proti Rusku (Dvojspolek), ke kterému se roku 1882 připojila Itálie (Trojspolek). V roce 1908 Rakousko-Uhersko anektovalo Bosnu a Hercegovinu, což zvýšilo napětí s Ruskem a Srbskem.

### První světová válka

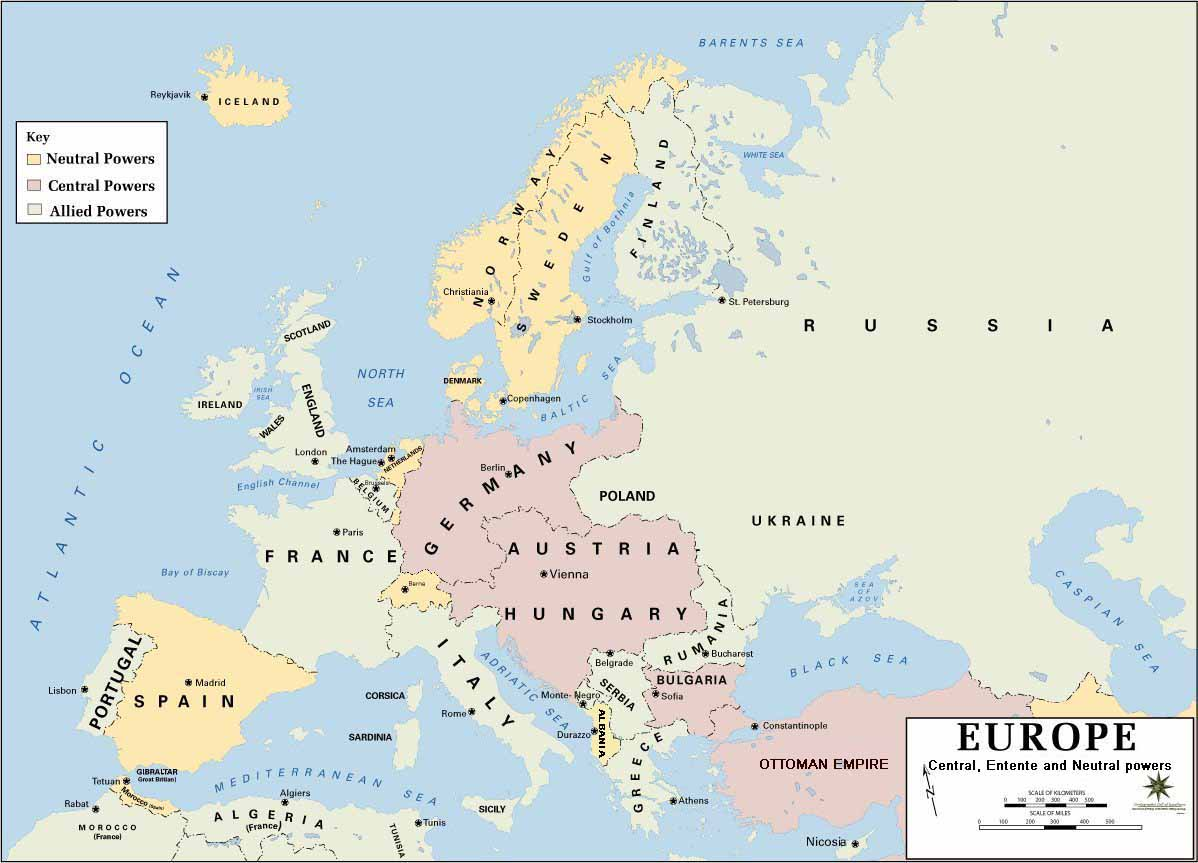
Evropa v roce 1914

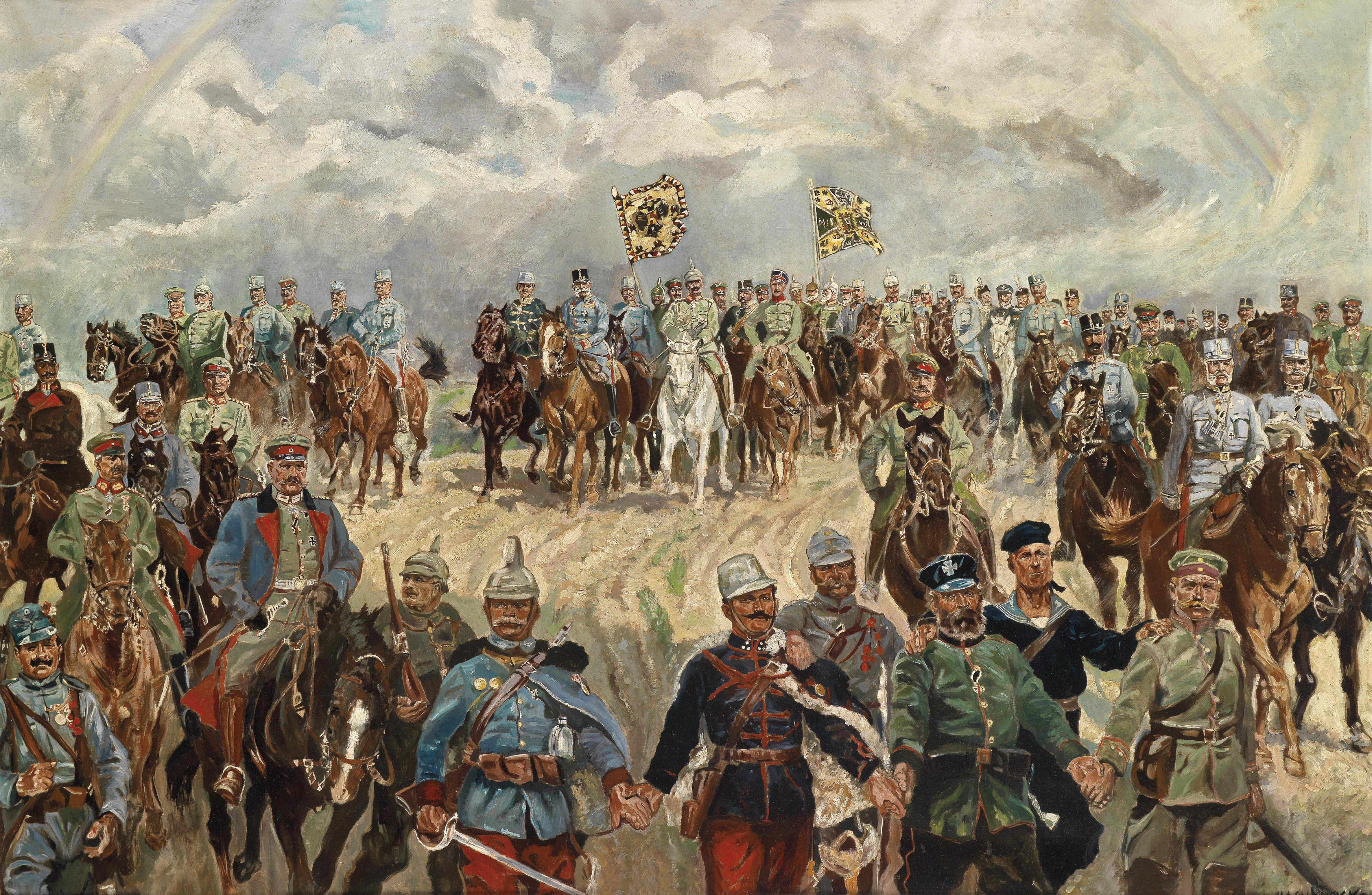
Válečná propaganda z rokou 1915 s Františkem Josefem a německým císařem Vilémem v čele svých vojsk

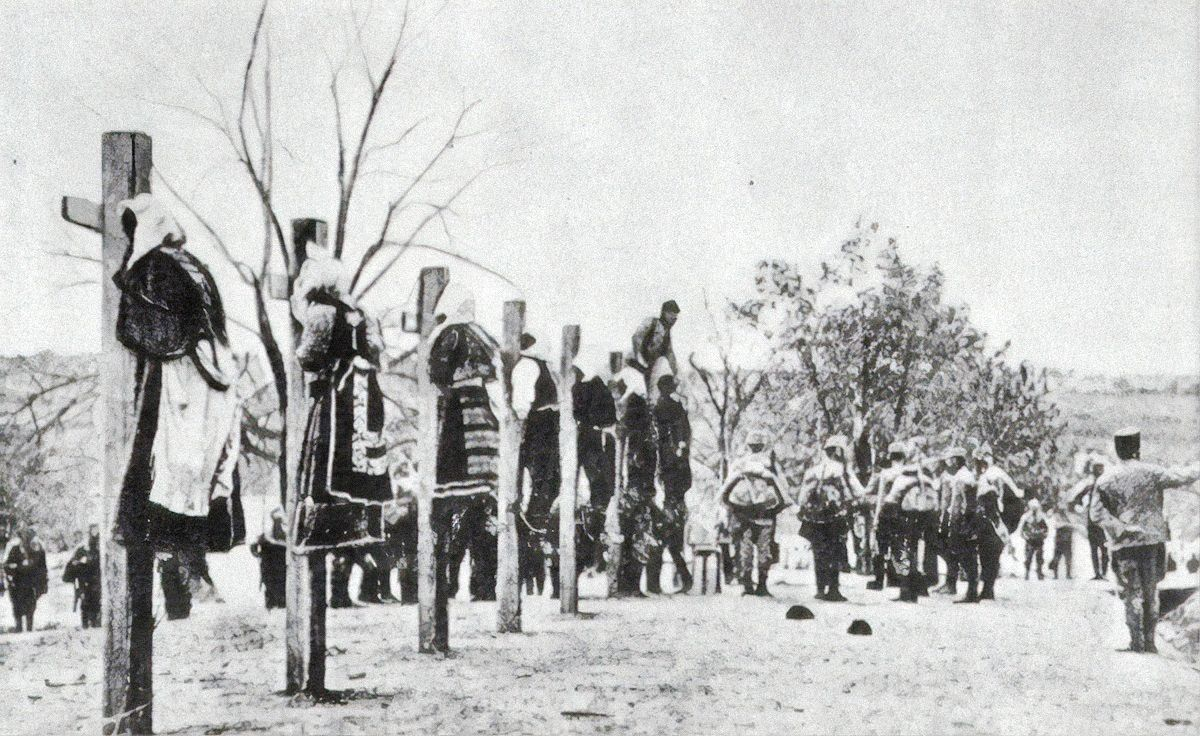
Hromadná poprava srbského obyvatelstva na příkaz rakouského generála Oskara Potiorka

Anexe Bosny a Hercegoviny roku 1908 zhoršila vztahy se Srbskem a Ruskem. Po roce 1910 se celkově stupňovalo napětí v celé Evropě, 28. června 1914 spáchali srbští nacionalisté úspěšný atentát na Františka Ferdinanda d'Este, zamýšleného následníka Františka Josefa. Rakousko-Uhersko poté vyhlásilo Srbsku ultimátum a přes to, že Srbsko přijalo většinu jeho požadavků, říše reagovala 28. července vyhlášením války. Na základě předchozích smluv následovala řetězová reakce ostatních států a v Evropě se tak rozhořela první světová válka. Podle historika Franze Herreho si František Josef válku nepřál, respektoval ale názor svého ministra zahraničí Berchtolda a dalších stoupenců válečného konfliktu.
Rakousko-Uhersko se angažovalo především na Balkáně na srbské frontě a na tzv. haličské frontě, kde válčilo spolu s Němci proti Rusku. Zpočátku se mu nedařilo. K částečnému průlomu na ruské frontě došlo s pomocí Němců na jaře 1915 a Srbsko se podařilo porazit až na podzim roku 1915. I tady se ale rakouská armáda neobešla bez pomoci té německé. Od jara 1915 museli navíc Rakušané bojovat i proti Itálii na italské frontě.
V Rakousku se v průběhu války projevily všechny jeho problémy. Jedním z největších problémů byla národní nejednotnost a špatná ekonomická situace, válka Rakousko-Uhersko vyčerpávala a to bylo nuceno se orientovat stále více na Německo, což vzbuzovalo nelibost u neněmeckých národů monarchie.
Císař zemřel na zápal plic uprostřed první světové války, 21. listopadu 1916 ve Vídni. I přes těžkou nemoc se snažil do posledních okamžiků pracovat. Po jeho smrti nastoupil na trůn Karel I., jeho politika však nedokázala najít cestu k novým národním snahám. Rakousko-Uhersko, oslabené válkou, kterou začal jeho prastrýc František Josef o čtyři roky dříve, se tak v roce 1918 rozpadlo.

## Povaha a životní styl

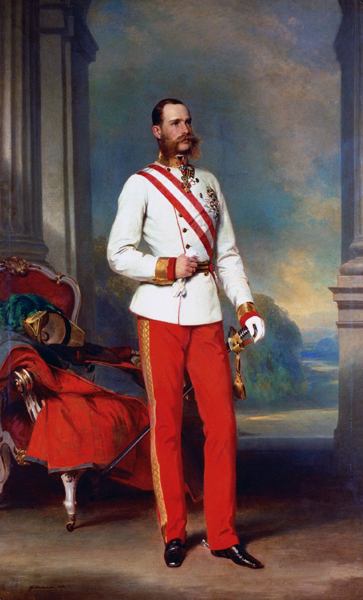
František Josef I. na obrazu Franze Xavera Winterhaltera z roku 1865.

František byl velice pracovitý, vstával časně – již v pět hodin ráno, v pozdějších letech ještě o hodinu dříve. K snídani míval rohlíky se šunkou a máslem. Podstatnou část dne trávil vyřizováním spisů za stolem své pracovny, dokumenty často četl i během oběda. K tomu mu servírovali vařené hovězí, případně přírodní řízek či guláš. K hlavnímu dennímu jídlu si nechával podávat pivo. Roku 1874 navštívil plzeňský pivovar a od té doby pil výhradně plzeňské pivo. Pokud to šlo, večeřel s rodinou, spát chodil už v devět hodin. Rád se oblékal do uniformy, odpovídalo to jeho důrazu na formální způsob chování a stejné způsoby očekával i od ostatních. Součástí jeho programu byly audience, během kterých ho navštívilo za celou dobu jeho panování zhruba 100 000 lidí.
Podle Franze Herreho měl císař citlivou, spíše introvertní povahu, vlivem své výchovy se ale naučil nedávat city najevo. S ostatními jednal zdvořile, např. nerad používal rozkazovací způsob, místo něj používal slova jako „prosím“ nebo „doufám“. Svůj nesouhlas ale uměl dát jasně najevo. Byl také velmi dochvilný, šetrný a konzervativní. V pozdějším věku se to projevovalo odmítáním nových vynálezů, císař se např. dlouho bránil telefonu a i pak ho používal jen s odporem, výtahem nejezdil vůbec a automobilem zcela výjimečně. Své povinnosti panovníka plnil až do pokročilého věku, např. ještě ve svých 79 letech vyjel sledovat vojenské manévry a v 80 letech, i když naposledy, seděl na koni při přehlídce. Jezdit na koni uměl výborně.
Ve volném čase se intenzivně věnoval lovu. Mezi lety 1848–1899 se tak stalo jeho kořistí celkem 48 345 kusů zvěře. Jiné záliby neměl.
| „                                 | Za 68 let vlády prodělala monarchie základní proměny ve všech směrech. Mnohé z nich jako například rozkvět umění a vědy ve vídeňském „fin de siècle“ však monarchu, který se vždy cítil především jako první voják a úředník své říše, nijak nezajímaly. | “ |
| — Brigitte Hamannová, Jiří Pernes | |   |

## Rodinný život
František Josef byl synem arcivévody Františka Karla (mladšího syna císaře Františka I.) a jeho ženy Žofie, bavorské princezny (dcery prvního bavorského krále Maxmiliána I. Josefa). Měl čtyři sourozence: Maxmiliána, Karla Ludvíka, Marii Annu (zemřela v dětství) a Ludvíka Viktora. Františkův vztah s liberálněji smýšlejícím a ambiciózním bratrem Maxmiliánem byl poměrně napjatý, ale jinak měl svého bratra rád. Když ale roku 1864 přijal Maxmilián nabídku stát se mexickým císařem, jeho bratr ho z politických důvodů musel donutit vzdát se nástupnických práv v Rakousku. Maxmiliánovo zastřelení republikány v Mexiku roku 1867 se pak Františka hodně dotklo. O nejmladším bratru Ludvíku Viktorovi je prokazatelně známo, že byl homosexuál, a po několika skandálech ho František Josef vykázal z Vídně na zámek Klessheim poblíž Salcburku.
V roce 1853 se v letní rezidenci v Bad Ischlu seznámil se svou patnáctiletou sestřenicí Alžbětou (známou také jako Sissi). Alžběta byla druhá dcera bavorského vévody Maxmiliána Josefa a princezny Ludoviky Vilhelmíny (sestry Františkovy matky Žofie). Císař se do Alžběty zamiloval a 24. dubna 1854 se s ní v augustiniánském kostele ve Vídni oženil; tuto událost připomíná také Váňův kámen v Kladně.

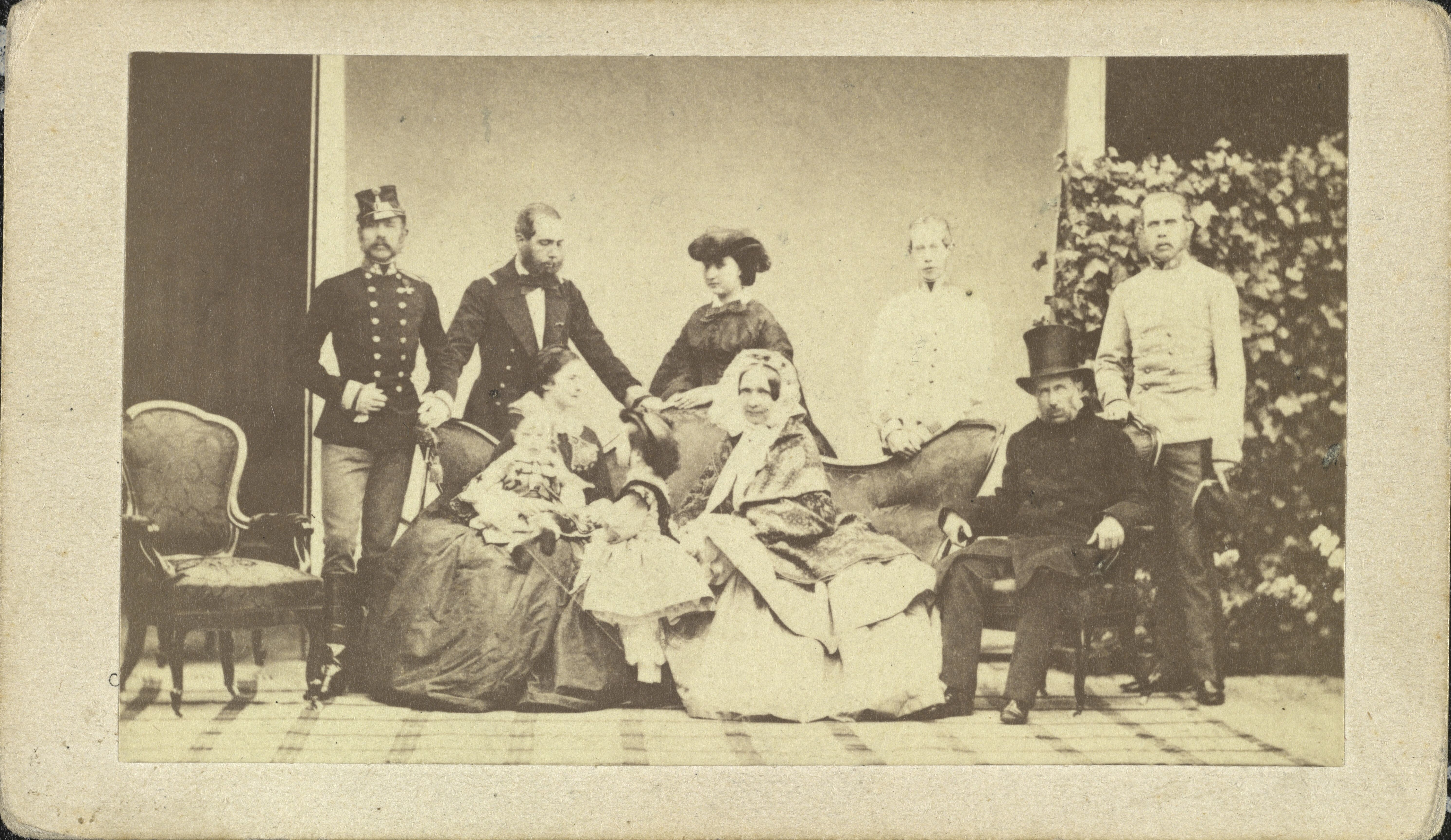
František Josef se svou rodinou, 1861. Vlevo stojí František Josef, vedle něj jeho bratr Maxmilián s manželkou Charlottou, vpravo od ní Františkovi sourozenci Ludvík Viktor a Karel Ludvík. Pod nimi sedí zleva císařovna Alžběta, která má na klíně svého syna prince Rudolfa a dceru Giselu, vedle ní sedí císařova matka arcivévodkyně Žofie a jeho otec, arcivévoda František Karel

Brzy přišly na svět tři děti, po desetileté pauze pak čtvrté:
- Žofie (1855–1857). Zemřela ve dvou letech na tyfus při cestě po Uherském království.
- Gisela (1856–1932). V 16 letech provdána za bavorského prince Leopolda. Měli spolu 4 děti.
- Rudolf (1858–1889 ). Poté, co byl Rudolf po opakovaných intervencích své matky Alžběty u císaře zproštěn kruté armádní výchovy, věnoval se zejména přírodním vědám. Anonymně také přispíval radikálními články do liberálního tisku. František Josef zatím syna izoloval od praktických státních záležitostí a ten to těžce nesl. Na otcovo přání se v roce 1881 oženil s princeznou Stephanií, dcerou belgického krále Leopolda II. Následníka se však nedočkal, měl s manželkou jen jedinou dceru Alžbětu Marii. Vztah se i pod vlivem Rudolfova prostopášného života rozpadl, korunní princ trpěl depresemi a pocitem zbytečnosti a v roce 1889 spáchal sebevraždu. Ačkoli si s ním jeho otec vůbec nerozuměl, jeho smrt ho zdrtila.[58][59]
- Marie Valerie (1868–1924). Narodila se v Budíně, 10 měsíců po korunovaci Františka Josefa uherským králem. Vzala si arcivévodu Františka Salvátora. Díky její dobročinnosti jí lidé přezdívali „Anděl z Wallsee“.[60] Porodila 10 dětí, z nichž 9 se dožilo dospělosti a 6 mělo další potomky.

Manželé se zprvu měli upřímně rádi, ale postupně mezi nimi došlo k odcizení. Císař měl od roku 1875 poměr s Annou Nahowskou, se kterou údajně i zplodil dceru. Poté od roku 1887 až do své smrti udržoval vztah s herečkou Kateřinou Schrattovou, a to s císařovniným vědomím a v podstatě i podporou.
Alžběta zatím trávila čas cestováním po Evropě. Byla také posedlá péčí o svůj vzhled, zejména o své vlasy a štíhlou postavu. 10. září 1898 ji při procházce na břehu jezera v Ženevě probodl pilníkem italský anarchista Luigi Lucheni. I když se v té době se svou manželkou už moc nestýkal, měl ji František Josef stále rád a její násilná smrt ho velmi zarmoutila.

## Hodnocení
| „             | Během celého svého panování dával na výzvy doby většinou konzervativní, někdy i reformátorské odpovědi, jež sice protivníky neuspokojovaly, ale dovedly udržet habsburskou monarchii pohromadě. František Josef I. zosobňoval trvalost a ztělesňoval říši – s ním odešla její duše a její tělo bylo odsouzeno k zániku. | “ |
| — Franz Herre | |   |

| „             | Převážná část toho, čím žijeme a pyšníme se jako národ kulturní (Češi), byla nám dána v této době (vlády Františka Josefa I.) … Není důvodu, abychom přezírali, čím přispěla k tomuto rozvoji vůle svépomocí, k níž odedávna vychovávaly národ náš těžké podmínky jeho existence … Ale výsledek tohoto úsilí nebyl by tak požehnaný, kdyby nebylo podporováno státnickým porozuměním zvěčnělého mocnáře, porozuměním pro právo potlačených a o lepší budoucnost svou usilujících národů, … | “ |
| — Josef Pekař | |   |

## Tituly Františka Josefa

Znak císaře Františka Josefa I.

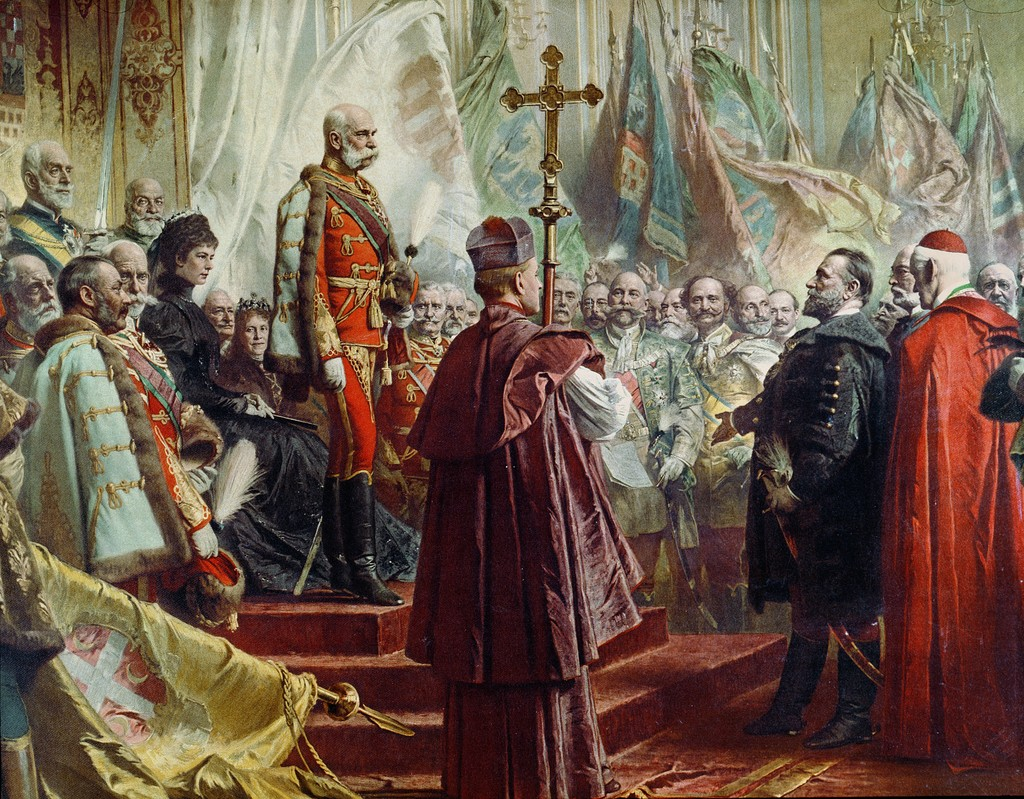
Císař se svou ženou Alžbětou v Uhersku v roce 1896

Jeho císařské a královské Apoštolské veličenstvo
N. N.
z Boží vůle císař rakouský,
král český a uherský, lombardský a benátský, dalmatský, chorvatský, slavonský, haličský, vladimiřský a illyrský; 
král jeruzalémský;

arcivévoda rakouský,

velkovévoda toskánský a krakovský;

vévoda lotrinský, salcburský, štyrský, korutanský, kraňský a bukovinský;

velkokníže sedmihradský, markrabě moravský;

vévoda horno- a dolnoslezský, modenský, parmský, piacenzský a guastalský, osvětimský a zátorský, těšínský, furlanský, dubrovnický a zadarský;

okněžněný hrabě habsburský, tyrolský, kyburský, goricijský a gradišťský;

kníže tridentský a brixenský;

markrabě horno- a dolnolužický a istrijský;

hrabě hohenembský, feldkirchský, břežnický, sonnenberský;

pán terstský, kotorský a na Slovinském Krajišti;

velkovojvoda srbský atd.

### František Josef vjiných jazycích
Německy: Franz Joseph I., rusky: Франц Иосиф I (Franc Iosif), maďarsky: I. Ferenc József, latinsky: Franciscus Iosephus I. chorvatsky: Franjo Josip, slovensky: František Jozef I., italsky: Francesco Giuseppe I, rumunsky: Francisc Iosif, ukrajinsky: Франц Йосип (Franc Josyp), srbsky: Фрањо Јосип / Franjo Josip, slovinsky: Franc Jožef, furlansky: Francesc Josef, polsky: Franciszek Józef I, španělsky: Francisco José I, francouzsky: François Joseph, anglicky: Francis Joseph I.

### „Starej Procházka“

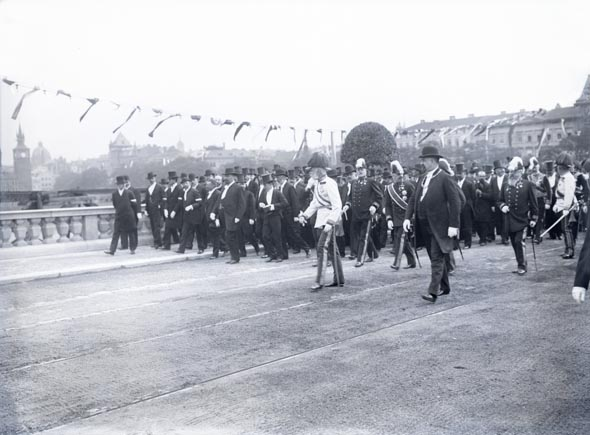
Slavnostní otevření nového mostu v Praze roku 1901

Někteří Češi titulovali císaře Františka Josefa I. za jeho života (ovšem pouze v soukromí mezi sebou) posměšnou přezdívkou „Starej Procházka“. Císař ji měl podle rozšířené legendy získat při své návštěvě Prahy 14. června roku 1901 na základě údajného popisku fotografie v dobových novinách či časopise při příležitosti slavnostního otevírání Mostu císaře Františka (v letech 1919–1940, 1945–1960, a dále pak od roku 1990 nazývaného most Legií). Popisek měl znít „Procházka na mostě“. Nikdy se ovšem nepodařilo zjistit, o který časopis nebo noviny mělo jít. Je to tedy s největší pravděpodobností pouze pověst, jež se nezakládá na pravdě. Současně je také dokázáno, že čeští politici, například T. G. Masaryk nebo Karel Kramář, tuto přezdívku používali již v devadesátých letech 19. století. To podporují i výzkumy historika Jiřího Raka, jenž prohlédl veškeré noviny té doby a zjistil, že žádný popisek pod uvedenou fotografií neexistuje. Archiv Zlaté Prahy z 21. června 1901, která v tu dobu vycházela jako sjednocené periodikum se Světozorem a která ten den byla věnována otevření nového mostu a návštěvě mocnáře, obsahuje pouze fotografii s popiskem „Promenáda na novém pražském mostě“.
Dokladem toho, že císařova přezdívka „Procházka“ byla v českém prostředí rozšířena již v 80. letech 19. století je i soukromý deník Marie Červinkové-Riegrové, dcery Františka Ladislava Riegra.
Podle historika Otty Urbana tuto přezdívku panovník získal už v sedmdesátých letech 19. století, kdy příjezd císařského průvodu ohlašoval jezdec na koni. Ten se jmenoval Procházka a lidé volali: „Starej Procházka už jede!“.

## Vývod z předků
|                    |                                        |  |                                     |                                      |  |  |  |  |  |  |  | František I. Štěpán Lotrinský |
|                    |                                        |  |                                     |                                      |  |  |  |  |  |  |  |                               |
|                    | Leopold II.                            |  |                                     |                                      |  |  |  |  |  |  |  |                               |
|                    |                                        |  |                                     |                                      |  |  |  |  |  |  |  |                               |
|                    |                                        |  |                                     | Marie Terezie                        |  |  |  |  |  |  |  |                               |
|                    |                                        |  |                                     |                                      |  |  |  |  |  |  |  |                               |
|                    | František I. Rakouský                  |  |                                     |                                      |  |  |  |  |  |  |  |                               |
|                    |                                        |  |                                     |                                      |  |  |  |  |  |  |  |                               |
|                    |                                        |  |                                     | Karel III. Španělský                 |  |  |  |  |  |  |  |                               |
|                    |                                        |  |                                     |                                      |  |  |  |  |  |  |  |                               |
|                    | Marie Ludovika Španělská               |  |                                     |                                      |  |  |  |  |  |  |  |                               |
|                    |                                        |  |                                     |                                      |  |  |  |  |  |  |  |                               |
|                    |                                        |  |                                     | Marie Amálie Saská                   |  |  |  |  |  |  |  |                               |
|                    |                                        |  |                                     |                                      |  |  |  |  |  |  |  |                               |
|                    | František Karel Habsbursko-Lotrinský   |  |                                     |                                      |  |  |  |  |  |  |  |                               |
|                    |                                        |  |                                     |                                      |  |  |  |  |  |  |  |                               |
|                    |                                        |  |                                     | Karel III. Španělský                 |  |  |  |  |  |  |  |                               |
|                    |                                        |  |                                     |                                      |  |  |  |  |  |  |  |                               |
|                    | Ferdinand I. Neapolsko-Sicilský        |  |                                     |                                      |  |  |  |  |  |  |  |                               |
|                    |                                        |  |                                     |                                      |  |  |  |  |  |  |  |                               |
|                    |                                        |  |                                     | Marie Amálie Saská                   |  |  |  |  |  |  |  |                               |
|                    |                                        |  |                                     |                                      |  |  |  |  |  |  |  |                               |
|                    | Marie Tereza Neapolsko-Sicilská        |  |                                     |                                      |  |  |  |  |  |  |  |                               |
|                    |                                        |  |                                     |                                      |  |  |  |  |  |  |  |                               |
|                    |                                        |  |                                     | František I. Štěpán Lotrinský        |  |  |  |  |  |  |  |                               |
|                    |                                        |  |                                     |                                      |  |  |  |  |  |  |  |                               |
|                    | Marie Karolína Habsbursko-Lotrinská    |  |                                     |                                      |  |  |  |  |  |  |  |                               |
|                    |                                        |  |                                     |                                      |  |  |  |  |  |  |  |                               |
|                    |                                        |  |                                     | Marie Terezie                        |  |  |  |  |  |  |  |                               |
|                    |                                        |  |                                     |                                      |  |  |  |  |  |  |  |                               |
| František Josef I. |                                        |  |                                     |                                      |  |  |  |  |  |  |  |                               |
|                    |                                        |  |                                     |                                      |  |  |  |  |  |  |  |                               |
|                    |                                        |  | Kristián III. Falcko-Zweibrückenský |                                      |  |  |  |  |  |  |  |                               |
|                    |                                        |  |                                     |                                      |  |  |  |  |  |  |  |                               |
|                    | Fridrich Michal Falcko-Zweibrückenský  |  |                                     |                                      |  |  |  |  |  |  |  |                               |
|                    |                                        |  |                                     |                                      |  |  |  |  |  |  |  |                               |
|                    |                                        |  |                                     | Karolína Nasavsko-Saarbrückenská     |  |  |  |  |  |  |  |                               |
|                    |                                        |  |                                     |                                      |  |  |  |  |  |  |  |                               |
|                    | Maxmilián I. Josef Bavorský            |  |                                     |                                      |  |  |  |  |  |  |  |                               |
|                    |                                        |  |                                     |                                      |  |  |  |  |  |  |  |                               |
|                    |                                        |  |                                     | Josef Karel Falcko-Sulzbašský        |  |  |  |  |  |  |  |                               |
|                    |                                        |  |                                     |                                      |  |  |  |  |  |  |  |                               |
|                    | Marie Františka Falcko-Sulzbašská      |  |                                     |                                      |  |  |  |  |  |  |  |                               |
|                    |                                        |  |                                     |                                      |  |  |  |  |  |  |  |                               |
|                    |                                        |  |                                     | Alžběta Augusta Falcko-Neuburská     |  |  |  |  |  |  |  |                               |
|                    |                                        |  |                                     |                                      |  |  |  |  |  |  |  |                               |
|                    | Žofie Frederika Bavorská               |  |                                     |                                      |  |  |  |  |  |  |  |                               |
|                    |                                        |  |                                     |                                      |  |  |  |  |  |  |  |                               |
|                    |                                        |  |                                     | Karel Fridrich Bádenský              |  |  |  |  |  |  |  |                               |
|                    |                                        |  |                                     |                                      |  |  |  |  |  |  |  |                               |
|                    | Karel Ludvík Bádenský                  |  |                                     |                                      |  |  |  |  |  |  |  |                               |
|                    |                                        |  |                                     |                                      |  |  |  |  |  |  |  |                               |
|                    |                                        |  |                                     | Karolína Luisa Hesensko-Darmstadtská |  |  |  |  |  |  |  |                               |
|                    |                                        |  |                                     |                                      |  |  |  |  |  |  |  |                               |
|                    | Karolína Frederika Vilemína Bádenská   |  |                                     |                                      |  |  |  |  |  |  |  |                               |
|                    |                                        |  |                                     |                                      |  |  |  |  |  |  |  |                               |
|                    |                                        |  |                                     | Ludvík IX. Hesensko-Darmstadtský     |  |  |  |  |  |  |  |                               |
|                    |                                        |  |                                     |                                      |  |  |  |  |  |  |  |                               |
|                    | Amálie Frederika Hesensko-Darmstadtská |  |                                     |                                      |  |  |  |  |  |  |  |                               |
|                    |                                        |  |                                     |                                      |  |  |  |  |  |  |  |                               |
|                    |                                        |  |                                     | Karolína Falcko-Zweibrückenská       |  |  |  |  |  |  |  |                               |
|                    |                                        |  |                                     |                                      |  |  |  |  |  |  |  |                               |

## Galerie

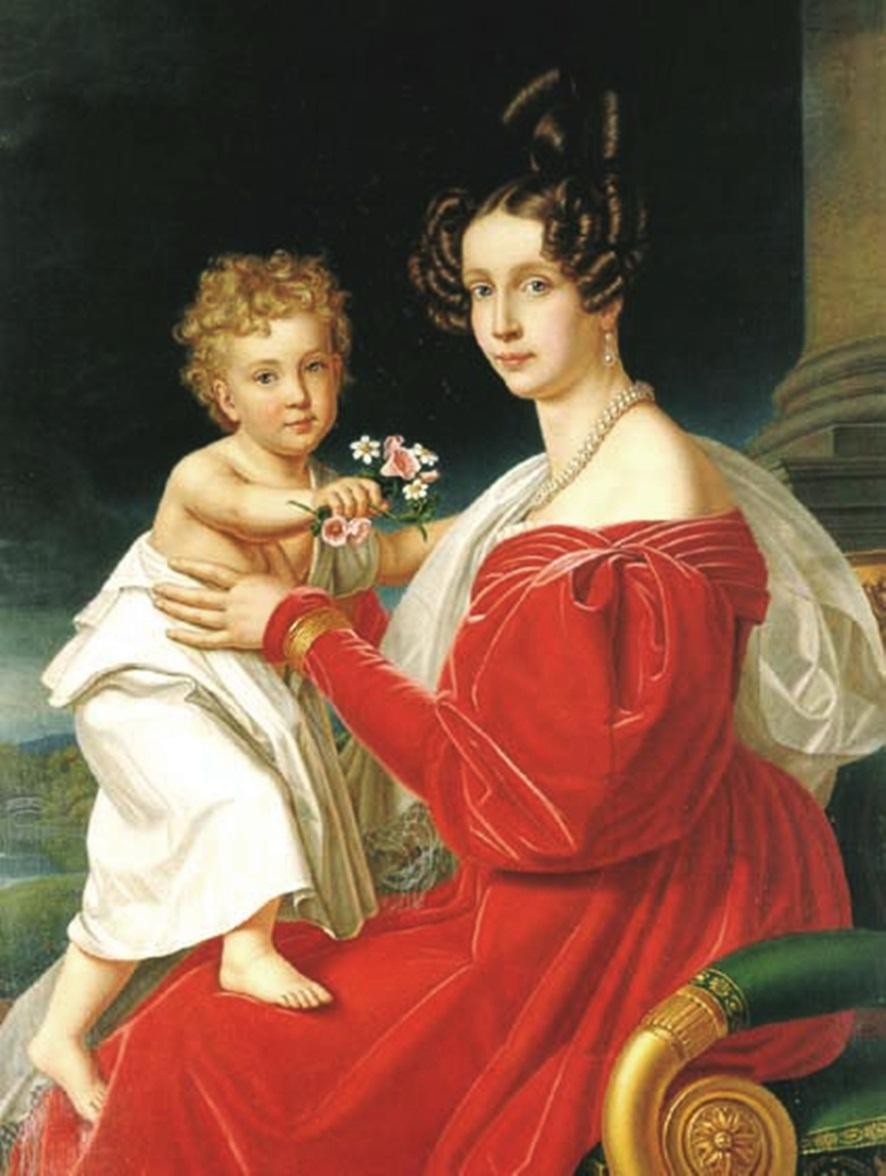
František Josef se svou matkou Žofií
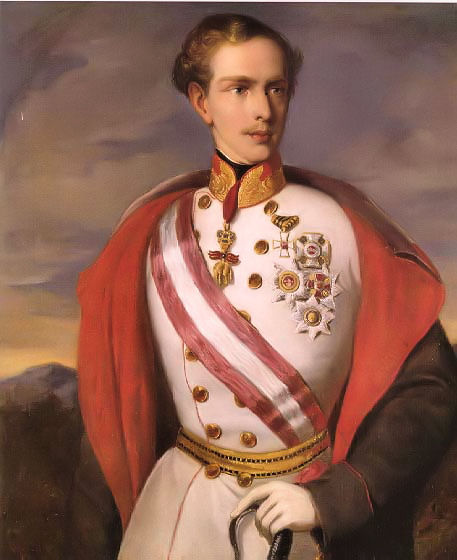
Mladý František Josef
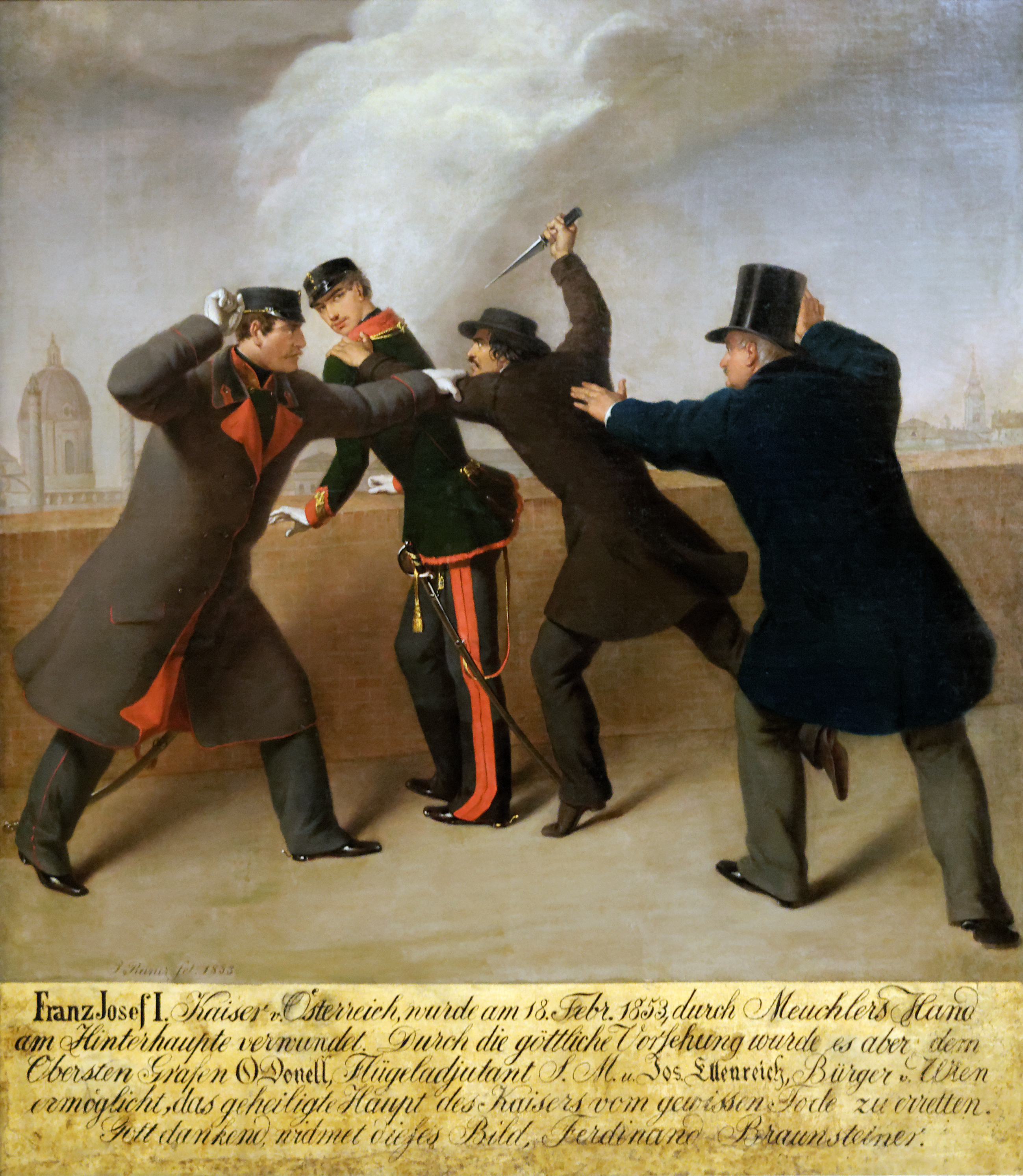
Atentát na Františka Josefa I., který provedl roku 1853 maďarský nacionalista
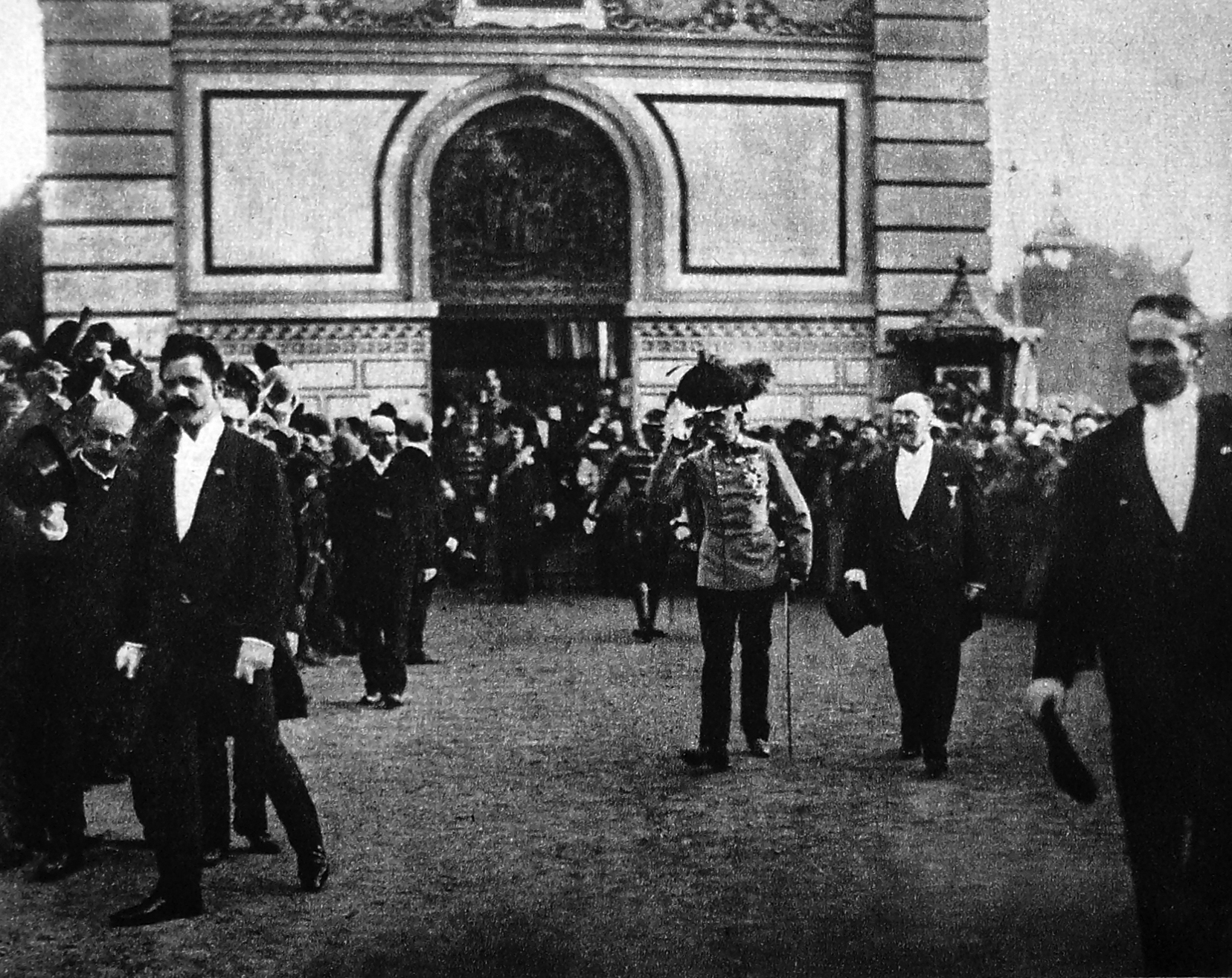
František Josef na Jubilejní výstavě v roce 1891
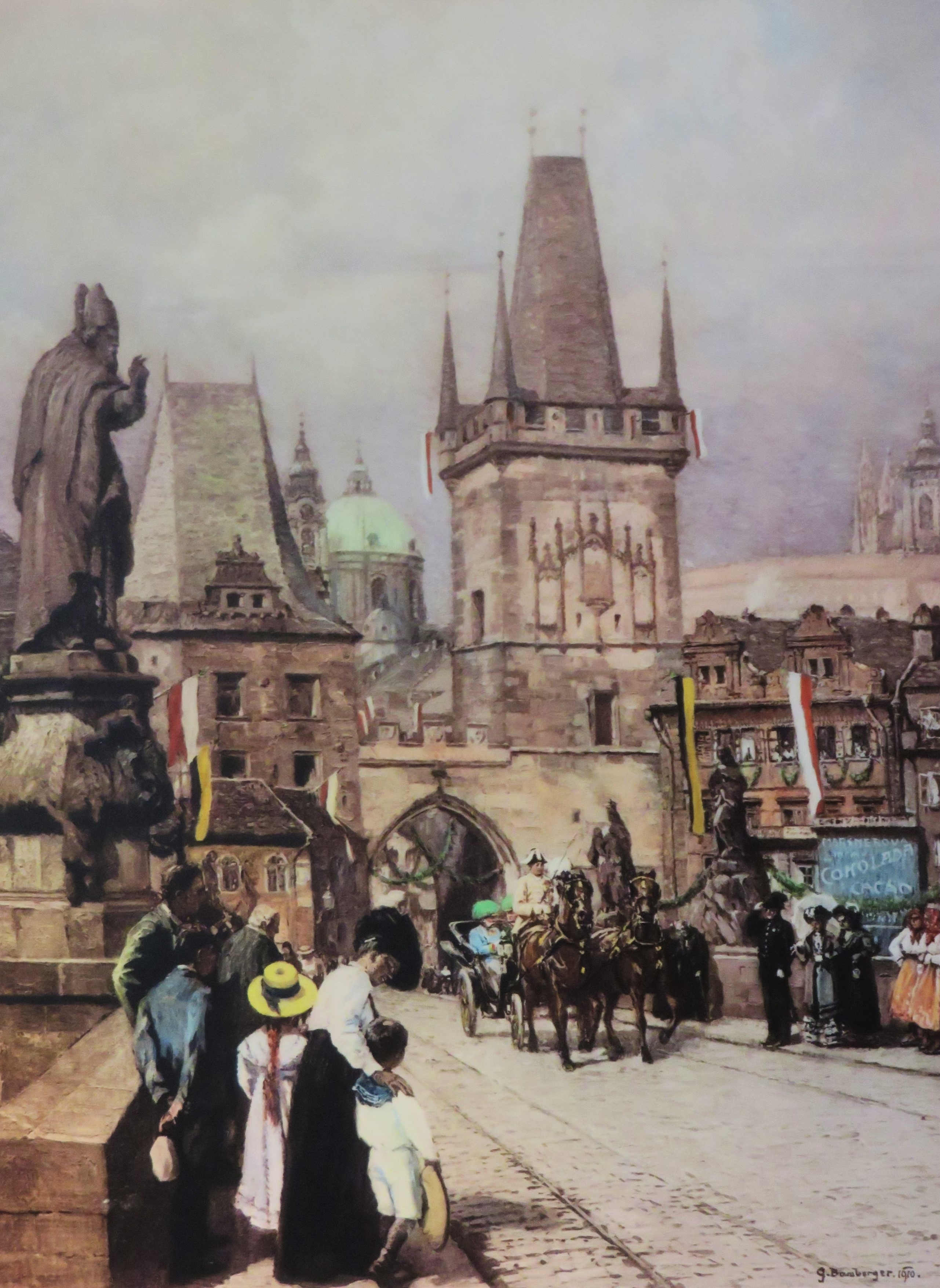
František Josef jede po Karlově mostě 1910
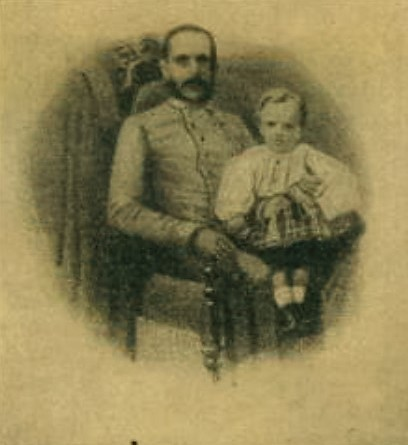
František Josef se synem Rudolfem
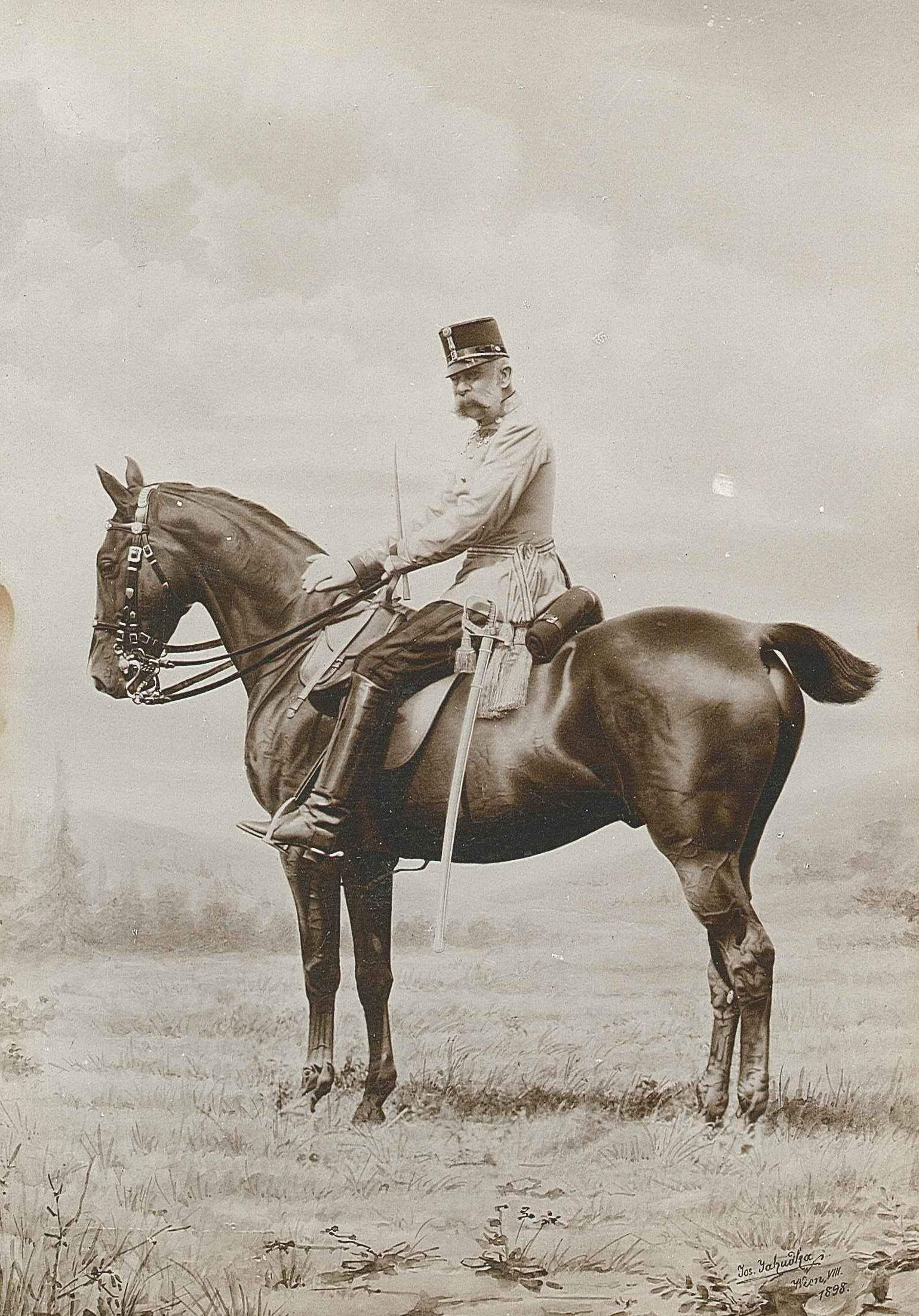
František Josef na koni
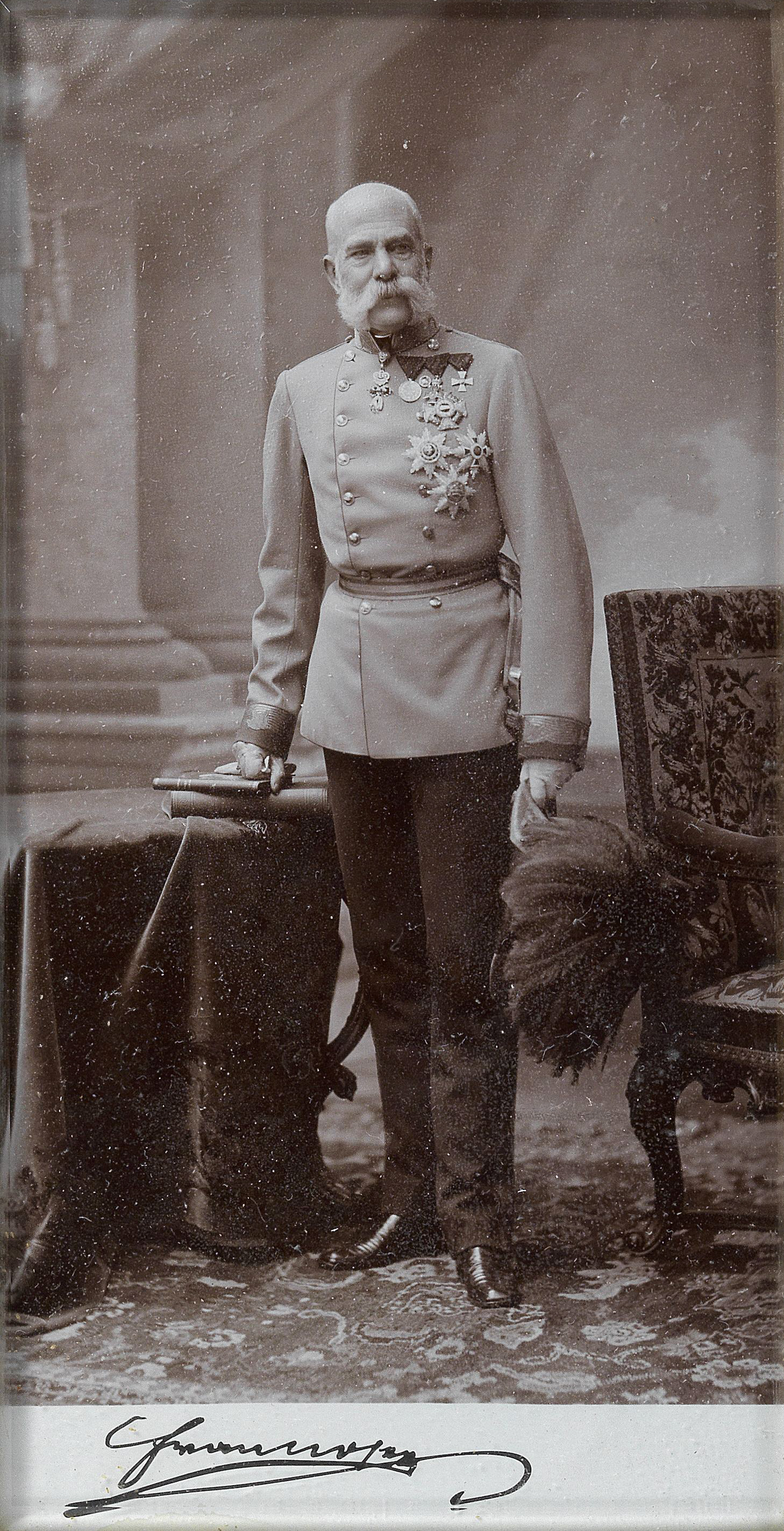
František Josef kolem roku 1890